# HD 88399
HD 88399，又名CD-41 5658，SAO 221832、HR 4001，是一颗恒星，视星等为5.98，位于銀經273.45，銀緯11.77，其B1900.0坐标为赤經10h 6m 25.3s，赤緯-41° 11.77′ 10″。